# MTV Video Music Awards de 2009
O MTV Video Music Awards de 2009 ocorreu em 13 de setembro de 2009, no Radio City Music Hall, em Nova Iorque. O comediante Russel Brand apresentou o evento pela segunda vez consecutiva. Madonna abriu a cerimónia com um discurso de sobre Michael Jackson. Janet Jackson atuou especialmente no início, para prestar o tributo ao seu falecido irmão, Michael Jackson.
Em 4 de agosto foram revelados os nomeados. Beyoncé e Lady Gaga lideraram as nomeações, com nove indicações cada, seguidas de Britney Spears, com sete.
O espetáculo foi visto por um total de nove milhões de pessoas, um aumento de 17% em relação a 2008 e mostra uma das maiores avaliações desde o ano de 2004. Foi a primeira edição desde 2006 a ter lugar no Radio City Music Hall.
Esta edição ficou marcada pela polémica interrupção do discurso de aceitação do prêmio de Melhor Vídeo de Uma Artista Feminino de Taylor Swift por parte de Kanye West, que daria início a vários anos de uma relação conturbada entre os dois artistas. A atitude de West foi recebida negativamente por parte de várias figuras públicas, incluindo o então Presidente dos EUA, Barack Obama, que chamou o rapper e produtor de "idiota".

## Categorias
Abaixo encontra-se a lista de nomeados deste ano; os vencedores estão assinalados a negrito.

### Vídeo Musical do Ano
- Lady Gaga - "Poker Face"
- Beyoncé - "Single Ladies (Put a Ring on It)"
- Britney Spears - "Womanizer"
- Eminem - "We Made You"
- Kanye West - "Love Lockdown"

### Melhor Vídeo Musical Masculino
- Eminem - "We Made You"
- Jay-Z - "D.O.A. (Death of Auto-Tune)"
- T.I. com Rihanna - "Live Your Life"
- Kanye West - "Love Lockdown"
- Ne-Yo - "Miss Independent"

### Melhor Vídeo Musical Feminino
- Beyoncé - "Single Ladies (Put a Ring on It)"
- Katy Perry - "Hot n Cold"
- P!nk - "So What"
- Taylor Swift - "You Belong With Me"
- Lady Gaga - "Poker Face"
- Kelly Clarkson - "My Life Would Suck Without You"

### Melhor Vídeo Musical de Hip Hop
- Asher Roth - "I Love College"
- Eminem - "We Made You"
- Flo Rida - "Right Round"
- Jay-Z - "D.O.A. (Death of Auto-Tune)"
- Kanye West - "Love Lockdown"

### Melhor Artista Revelação
- 3OH!3 - "Don't Trust Me"
- Asher Roth - "I Love College"
- Drake - "Best I Ever Had"
- Kid Cudi - "Day 'n' Nite"
- Lady Gaga - "Poker Face"

### Melhor Vídeo Musical de Pop
- Beyoncé - "Single Ladies (Put a Ring on It)"
- Britney Spears - "Womanizer"
- Cobra Starship - "Good Girls Go Bad" (com Leighton Meester)
- Lady Gaga - "Poker Face"
- Wisin & Yandel - "Abusadora"

### Melhor Vídeo Musical de Rock
- Coldplay - "Viva La Vida"
- Fall Out Boy - "I Don't Care"
- Green Day - "21 Guns"
- Kings of Leon - "Use Somebody"
- Paramore - "Decode"

### Vídeo Musical Inovador
- Anjulie - "Boom"
- Bat For Lashes - "Daniel"
- Chairlift - "Evident Utensil"
- Cold War Kids - "I've Seen Enough"
- Death Cab for Cutie - "Grapevine Fires"
- Gnarls Barkley - "Who's Gonna Save My Soul"
- Major Lazer - "Hold The Line"
- Matt and Kim - "Lessons Learned"
- Passion Pit - "The Reeling"
- Yeah Yeah Yeahs - "Heads Will Roll"

### Melhor Vídeo Musical (Que Devia Ter Vencido UmMoonman)
- Beastie Boys - "Sabotage"
- Björk - "Human Behaviour"
- David Lee Roth - "California Girls"
- Dr. Dre - "Nuthin' but a "G" Thang"
- Foo Fighters - "Everlong"
- George Michael - "Freedom"
- OK Go - "Here It Goes Again"
- Radiohead - "Karma Police"
- Tom Petty and the Heartbreakers - "Into the Great Wide Open"
- U2 - "Where The Streets Have No Name"

### Melhor Direção Artística
- Beyoncé - "Single Ladies (Put a Ring On It)"
- Britney Spears - "Circus"
- Coldplay - "Viva La Vida"
- Gnarls Barkley - "Who's Gonna Save My Soul"
- Lady Gaga - "Paparazzi"

### Melhor Coreografia
- A.R. Rahman & The Pussycat Dolls com Nicole Scherzinger -"Jai Ho (You Are My Destiny)"
- Beyoncé - "Single Ladies (Put a Ring on It)"
- Britney Spears - "Circus"
- Ciara com Justin Timberlake - "Love Sex Magic"
- Kristinia DeBarge - "Goodbye"

### Melhor Fotografia
- Beyoncé - "Single Ladies (Put a Ring on It)"
- Britney Spears - "Circus"
- Coldplay - "Viva La Vida"
- Green Day - "21 Guns"
- Lady Gaga - "Paparazzi"

### Melhor Direcção
- Beyoncé - "Single Ladies (Put a Ring on It)"
- Britney Spears - "Circus"
- Cobra Starship - "Good Girls Go Bad" (com Leighton Meester)"
- Green Day - "21 Guns"
- Lady Gaga - "Paparazzi"

### Melhor Edição
- Beyoncé - "Single Ladies (Put a Ring on It)"
- Britney Spears - "Circus"
- Coldplay - "Viva La Vida"
- Lady Gaga - " Paparazzi"
- Miley Cyrus - "7 Things"

### Melhores Efeitos Especiais
- Lady Gaga - "Paparazzi"
- Beyoncé - "Single Ladies (Put a Ring on It)"
- Eminem - "We Made You"
- Gnarls Barkley - "Who's Gonna Save My Soul"
- Kanye West com Mr Hudson - "Paranoid"

### Melhor Actuação naPepsi Rock Band Video
- Blaq Star — "Shining Star"
- Nerds in Disguise — "My Own Worst Enemy"
- One (Wo)Man Band — "Bad Reputation"
- The Sleezy Treezy — "Here It Goes Again"
- Synopsis — "The Kill"

### Melhor Artista Descoberto em Nova Iorque
- MeTalkPretty[9]
- Red Directors
- The Shells

## Atuações ao vivo
- Janet Jackson - Tributo a Jackson inclui as canções "Thriller", "Bad", "Smooth Criminal" e "Scream"[10] (abertura)
- Katy Perry e Joe Perry - "We Will Rock You"[2]
- Taylor Swift - "You Belong with Me"[11]
- Lady Gaga - "Poker Face" - introdução/"Paparazzi"[2]
- Green Day - "East Jesus Nowhere"[2]
- Beyoncé - "Sweet Dreams" - introdução/"Single Ladies (Put a Ring on It)"[2]
- Muse - "Uprising"[12]
- Pink - "Sober"[2]
- Jay-Z - "Empire State of Mind" com Alicia Keys[2] (Fecho)

A banda da casa incluiu o rapper Wale e a banda de go-go UCB. Os seguintes artistas atuaram com a banda:
- 3OH!3[2]
- The All-American Rejects[2]
- Pitbull[2]
- Kid Cudi[2]
- Solange Knowles[13]

## Apresentadores
Abaixo lista os nomes dos artistas que introduziram actuações e apresentaram os nomeados e vencedores de categorias:
- Madonna
- Justin Bieber
- Jack Black
- Gerard Butler
- Kristin Cavallari
- Alexa Chung
- Miranda Cosgrove
- Eminem
- Jimmy Fallon
- Adam Brody
- Megan Fox
- Robert Pattinson
- Kristen Stewart
- Taylor Lautner
- Nelly Furtado
- Jennifer Lopez
- Leighton Meester
- Tracy Morgan
- Ne-Yo
- Chace Crawford
- Katy Perry
- Andy Samberg
- Gabe Saporta
- Shakira
- Jamie-Lynn Sigler
- Pete Wentz

## Controvérsias
Quando a cantora Taylor Swift estava a fazer o seu discurso de agradecimento pelo recebimento do prémio da categoria "Melhor Vídeo Musical Feminino" pela música "You Belong with Me", Kanye West sobe ao palco, interrompe-a e tira o microfone, dizendo:
| “ | A Beyoncé tem um dos melhores vídeos de todos os tempos. | ” |

A própria Beyoncé o restante público ficaram chocados com a afirmação do rapper, mostrando a sua indignação.
Durante o evento, vários artistas mostraram o seu descontentamento com o o colega, e quando Beyoncé venceu a categoria "Vídeo Musical do Ano", durante o seu agradecimento chamou Swift ao palco, para que esta terminasse as honras da atribuição do seu primeiro prémio moonman. Mais tarde, no seu site pessoal na internet e na atuação ao vivo que fez no dia seguinte, no The Jay Leno Show, West pediu desculpas pelo sucedido.